# USS Hector (AR-7)
USS Hector (AR-7) – amerykański okręt warsztatowy (ang. repair ship), który służył w United States Navy w latach 1944–1987. Był zmodyfikowanym statkiem typu Liberty. Wodowanie odbyło się 11 listopada 1942 w stoczni Los Angeles Shipbuilding & Drydock Company, matką chrzestną została Schuyler F. Helm. Jednostka weszła do służby 7 lutego 1944, pierwszym dowódcą był Commander J. W. Long.

## II wojna światowa
Po odbyciu prób wzdłuż zachodniego wybrzeża USA okręt popłynął na Pacyfik, docierając do Pearl Harbor 9 kwietnia 1944. Pozostał w tym rejonie, brał udział w naprawach i remontach różnych jednostek (głównie desantowych) do 5 czerwca, kiedy to wypłynął w kierunku Eniwetok. Do atolu dotarł 13 czerwca i spędził w jego pobliżu lato. 30 września popłynął do Ulithi. 27 października brał udział w największej operacji remontowej w czasie wojny, akcji ratowania i holowania do amerykańskiego portu krążownika „Houston” trafionego dwiema torpedami przez japoński okręt podwodny. Pomimo kilkukrotnego przerywania prac z powodu trwającego sezonu tajfunów załoga „Hectora” przeprowadziła remont „Houston” do końca roku, pomagając przy tym innym, mniejszym, jednostkom.
16 lutego 1945 okręt opuścił Ulithi i pięć dni później wszedł do Tarragona w zatoce Leyte, by pełnić rolę okrętu naprawiającego jednostki uczestniczące w walkach o Filipiny. 30 marca wrócił do Ulithi, 22 maja przeszedł w pobliże Saipanu. Gdy wojna się skończyła „Hector” pozostał na Pacyfiku, brał udział w przygotowaniu powrotu różnych jednostek do Stanów Zjednoczonych.

## Wojna koreańska
Po opuszczeniu Saipanu 21 stycznia 1946 „Hector” dotarł 3 lutego do Long Beach. 7 maja 1947 po zakończeniu służby remontowej wypłynął na swój pierwszy rejs na zachodni Pacyfik, pełniąc pokojową służbę przerwaną po trzech latach wybuchem wojny w Korei. 18 września 1950 wpłynął do Yokosuki. Później udał się do Inchon, gdzie 25 września uczestniczył w prowadzeniu desantu. Do końca wojny koreańskiej „Hector” przeplatał okresy służby remontowej wzdłuż wybrzeża koreańskiego i w Japonii z normalną służbą w pobliżu Long Beach.
Później, tak jak przed konfliktem koreańskim, wrócił do 4-6 miesięcznych okresów służby i ćwiczeń wzdłuż wybrzeża Kalifornii przeplatanych 6-8 miesięcznymi przydziałami służbowymi na zachodni Pacyfik. W czasie tych rejsów okręt, wspierając operacje amerykańskich sił, odwiedzał porty w Yokosuce, Hongkongu, Szanghaju, Guam i Eniwetok. Służąc okresowo jako okręt flagowy Service Squadron 1 i 3, był jednym z głównych uczestników programu marynarki wojennej People to People w Azji. Jego przydziały na zachodni Pacyfik trwały do lat 60. XX wieku.

## Wietnam
Pomiędzy czerwcem 1963 a styczniem 1964 „Hector” operował na Dalekim Wschodzie na obszarze od Japonii po Filipiny. Do końca 1964 i w pierwszej połowie 1965 udzielał pomocy technicznej jednostkom w Long Beach, po czym przeszedł przegląd i modernizację w Long Beach (od lipca 1965 do lutego 1966), co miało zwiększyć jego zdolności warsztatowe. Po wyjściu ze stoczni służył w pobliżu Long Beach do 5 sierpnia, kiedy to wypłynął na Daleki Wschód. Pod koniec miesiąca dotarł do Subic Bay i przez kolejne pół roku załoga naprawiała i serwisowała jednostki na Filipinach, Tajwanie i Japonii. W marcu 1967 okręt wrócił na zachodnie wybrzeże USA i do połowy 1967 pełnił służbę w rejonie Long Beach.
31 marca 1987 w San Diego okręt został wycofany po 43 latach służby we flocie.
20 kwietnia 1989 „Hector” został wypożyczony Pakistanowi i przemianowany na „Moawin”. Został zwrócony Stanom Zjednoczonym w Singapurze w 1994 i 17 października tego roku sprzedano go indyjskiej firmie Ruby Enterprises. Następnie okręt został zezłomowany w Indiach.